# Жихор (местность в Харькове)
Жи́харь, также встречаются варианты Жи́хор (укр. Жихор), Жи́хар (укр. Жихар, Жихiр), Жи́хорь — микрорайон в Харькове на левом берегу реки Уды. Расположен между Щербачёвским бором, районом Харьковского международного аэропорта, рекой Уды и посёлком Бабаи.
До 1963 года, когда был присоединён к городу, являлся посёлком городского типа (пгт с 1938 года) в Харьковском районе; с 2016 часть Основянского района города Харькова.
Делится на Жихарь-1, −2, −3.
Через посёлок протекает река Жихоре́ц (Мокрый Жихарь), левый приток реки Уды.
Именем данной местности была названа одноимённая железнодорожная станция Жихарь, расположенная не в самом Жихаре, а в пгт Хо́рошево и находящаяся в шести километрах южнее.

## История
- Поселение Жихор основано в 1655/1656 году[23]
- Село являлось центром Жихорской волости Харьковского уезда Харьковской губернии Российской империи.
- В 1920-х-1930-х годах Николаевский храм (Жихарь) был канонично православным и принадлежал Харьковской и Ахтырской епархии РПЦ[24]; священником в 1932 году был Енатский, Андрей Иванович, 1879 года рождения.[24]
- Селу был присвоен статус «посёлок городского типа» 19 октября 1938 года.
- В 1940 году, перед ВОВ, в посёлке были 1007 дворов и сельсовет.[25]
- 29 августа 1963 года вместе с п.г.т. Большая Даниловка Жихарь был включён в городскую черту Харькова, в Червонозаводской район.
- Население в 2021 году составляло несколько более 6 500 человек.[26]

## Название
По-украински посёлок называется Жихор (устар. Жихiр).
На русском языке в 19 веке и до ВОВ встречались названия Жихоръ, Жихорь, Жихар.
После ВОВ используется название Жихарь: в энциклопедическом словаре (2014), Укргеодезкартографией (2001—2011), Харьковской епархией (1932—2020), в городских средствах массовой информации, в официальной газете горсовета (2021), Южной железной дорогой (2014—2021); используется название Жихарь и является официальным в документах органов власти, в частности в Харьковском городском совете, в который посёлок административно входит (2000—2023); также используется название «Жихор», о чем свидетельствует русскоязычная форма названий, как улица Большая Жихорская и других подобных улиц.
На украинском языке жихор значит домовой.

## География
На границе с Безлюдовкой расположены следующие улицы Жихаря:
- самая южная часть улицы Степана Шаумяна;[30]
- Коллекторная улица;[30]
- ул. Поля Фильтрации;[30]
- Степная улица;[30]
- 1-й, 2-й и 3-й Степные переулки[30].

## Транспорт
Сообщение посёлка с Харьковом осуществляется маршрутными автобусами и с 2020 года аккумуляторными троллейбусами № 49. Эксплуатируемая модель троллейбуса PTS-12 позволяет проезжать на аккумуляторах до 20 километров — контактной троллейбусной сети в Жихаре нет вплоть до проспекта Гагарина.
Ж.д. станция Жихор (устар. Жихорь) находится не здесь, а далеко на юге — в пгт Хорошево. Станция построена в 1910 году одновременно со строительством железной дороги Харьков (Основа) — Изюм (станция) — Донбасс.

## Известные уроженцы
- В Жихаре[4] родился Женя Белоусов — советский и российский поп-певец, популярный в СССР и России в конце 1980-х — начале 1990-х годов.
- В Жихаре родился и жил Григорий Никифорович Светличный — участник Великой Отечественной войны, полный кавалер Ордена Славы.